# Formations triasiques et éocènes de Balogh Ádám utca
Les Formations triasiques et éocènes de Balogh Ádám utca (en hongrois : Balogh Ádám utcai triász és eocén képződmények) constituent un monument naturel protégé, situé à Budapest et caractérisé comme d'intérêt local.